# Turangalîla-Symphonie

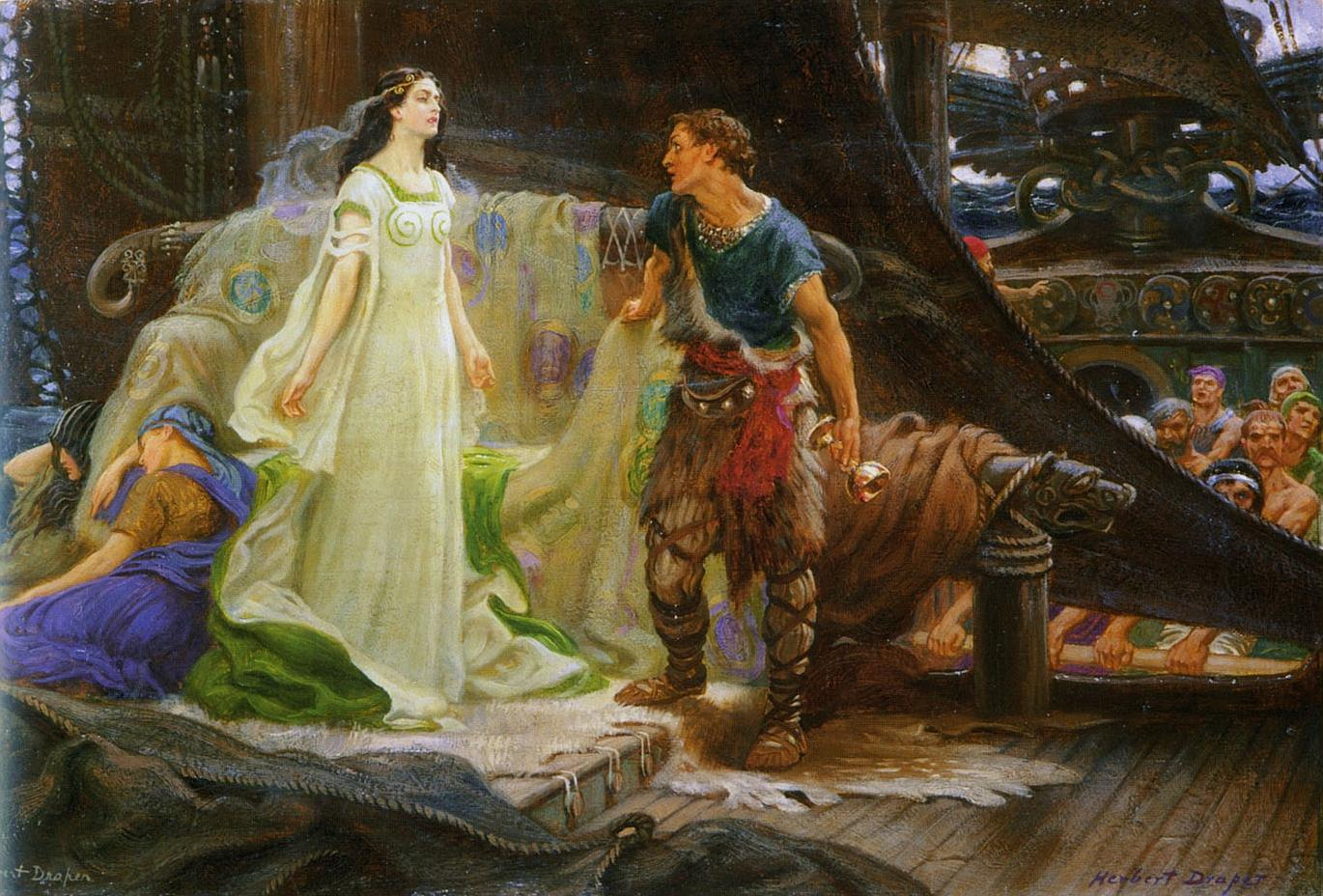
Tristan and Isolde de Herbert James Draper

La Turangalîla-Symphonie est une œuvre pour orchestre et deux instruments solistes, composée par Olivier Messiaen entre 1946 et 1948, commandée en 1945 par Serge Koussevitzky.

## Création
La création mondiale a eu lieu le 2 décembre 1949, par l'Orchestre symphonique de Boston, sous la direction de Leonard Bernstein, avec Yvonne Loriod au piano solo et Ginette Martenot aux ondes Martenot. La création française a eu lieu à Aix-en-Provence sous la conduite de Roger Désormière, dirigeant l'Orchestre national de France, le 25 juillet 1950.

## Instrumentation
| Instrumentation de la Turangalîla-Symphonie (103 exécutants) |
| Cordes |
| 16 premiers violons, 16 seconds violons, 14 altos 12 violoncelles, 10 contrebasses, |
| Bois |
| 2 flûtes, 1 piccolo, 2 hautbois, 1 cor anglais 2 clarinettes en si bémol, 1 clarinette basse en si bémol 3 bassons |
| Cuivres |
| 4 cors en fa, 1 trompette en ré, 3 trompettes en ut 1 cornet en si bémol, 3 trombones, 1 tuba |
| Claviers |
| 1 jeu de timbres, célesta, |
| Solistes |
| Piano, ondes Martenot |
| Percussions |
| triangle, temple-block, wood-block, petite cymbale turque cymbales, cymbale chinoise, tam-tam, tambour, tambour de basque maracas, tambour provençal, caisse claire, grosse caisse vibraphone, huit cloches tubulaires |

## Analyse
Cette symphonie est composée pour très grand orchestre, avec deux instruments solistes : un piano et des ondes Martenot.
Messiaen a dit que le titre de la symphonie vient de deux mots en sanscrit, Turanga et Lîla, liés, et la traduction de Turangalîla peut être « chanson d'amour, hymne de joie, mouvement, rythme, vie et mort ». Le compositeur a également pu écrire par ailleurs que ce mot ne signifiait rien mais avait été utilisé pour sa sonorité. Donc un mot de « couleur », sans signification raisonnée. En affirmant cela, il s'inscrit aussi dans la tradition française, différente de la tradition allemande (la juxtaposition opposée à l'esprit de construction), et dans une lignée esthétique ancienne à laquelle appartient aussi Claude Debussy, initiateur de la musique française du XXe siècle.
La Turangalîla-Symphonie est la partie centrale d'une trilogie sur le thème de Tristan et Iseult, thème d'amour et de mort. La première partie de ce triptyque est le cycle de mélodies Harawi — poèmes d'amour et de mort —, et la troisième partie est Cinq Rechants, pour chœur a cappella.
Pour l’auteur, il s’agit surtout d’une symphonie concertante. La diversité des pupitres requis, suivant en cela la liberté que le commanditaire lui avait laissée, comprend, les bois, le quintette des cordes, les cuivres dont une section étoffée de trompettes, mais aussi célesta et vibraphone qui peuvent rappeler les gamelan indonésiens. La présence des ondes Martenot, mais aussi d'un ensemble de percussions conséquent constitué notamment de triangle, cymbale turque et chinoise, maracas, tam-tam souligne combien, en orchestrateur avisé, Messiaen aimait la démesure d'une palette orchestrale vaste et puissante afin de créer des mélanges orchestraux très neufs.
L'écriture pour le piano est particulièrement virtuose et contient beaucoup des innovations contemporaines que Messiaen développe à cette époque dans d'autres œuvres pour cet instrument, comme les Vingt Regards sur l'Enfant-Jésus ou les Visions de l'Amen. L'omniprésence de cet instrument et son importance dans la partition font de cette symphonie un véritable concerto pour piano et orchestre. Comme il a déjà été indiqué au début de ce paragraphe, Turangalîlâ exprime tout à la fois, vie et mort, énergie et joie, chant, mouvement, rythme… Messiaen organise ce chant colossal en composant quatre thèmes principaux, apparaissant aux moments clés de l'œuvre.

## Titres des mouvements
La symphonie est écrite en dix mouvements, qui sont :
1. Introduction (modéré, un peu vif)
2. Chant d'amour I (modéré, lourd)
3. Turangalîla I (presque lent, rêveur)
4. Chant d'amour II (bien modéré)
5. Joie du sang des étoiles (vif, passionné, avec joie)
6. Jardin du sommeil d'amour (très modéré, très tendre)
7. Turangalîla II (un peu vif - bien modéré)
8. Développement de l'amour (bien modéré)
9. Turangalîla III (bien modéré)
10. Final (modéré, presque vif, avec une grande joie)

## Durée
De 73 à 81 minutes environ

## Discographie
- Orchestre National de la RTF, direction : Maurice Le Roux ;
  - Yvonne Loriod, piano
  - Jeanne Loriod, ondes Martenot
  - Supervision artistique : Olivier Messiaen
  - LP Vega (enregistré en 1961 à Paris, collection musique française)
  - report CD Vega Decca Universal 2019

- Orchestre symphonique de Londres, direction : André Previn ;
  - Michel Béroff, piano
  - Jeanne Loriod, ondes Martenot
  - 2 LP - Disque EMI Classics, 1978 (enregistré à Londres, Studios Abbey Road, du 11 au 13 juillet 1977, durée : 79:44)
  - 1 CD - Disque EMI Classics, CDM 4 79375 2, 1994

- Orchestre de l'Opéra national de Paris, direction : Myung-Whun Chung ;
  - Yvonne Loriod, piano
  - Jeanne Loriod, ondes Martenot
  - 1 CD (DDD), Disque Deutsche Grammophon 431 781-2, 1991 (enregistré en présence du compositeur, à Paris, Opéra de Paris-Bastille, octobre 1990, enregistrement numérique, durée : 78:32)

- Royal Concertgebouw Orchestra, direction : Riccardo Chailly ;
  - Jean-Yves Thibaudet, piano
  - Takashi Harada, ondes Martenot
  - 1 CD (DDD) - Disque Decca 436 626-2, 1993 (enregistrement numérique, mars 1992, Grotezaal, Concertgebouw, Amsterdam - durée : 76:36) (Diapason d'Or 1993)

- Orchestre symphonique national de la radio polonaise, direction : Antoni Wit ;
  - François Weigel, piano
  - Thomas Bloch, ondes Martenot
  - 2 CD (DDD) - Disque Naxos 8.554478-79, 2000 (HNH International Ltd.) (enregistré du 10 au 14 décembre 1998 à Katowice, Pologne - durée : 80:45) (Midem "Classical Music Award 2002", "Choc" (Monde de la Musique), "Best of the Year" (Gramophon))

- Berliner Philharmoniker, direction : Kent Nagano ;
  - Pierre-Laurent Aimard, piano
  - Dominique Kim, ondes Martenot
  - 1 CD (DDD) - Disque Teldec WPCS-21206, 2001 (version révisée 1990 - enregistrement live numérique, Mars 2000, Philharmonie de Berlin - durée : 73:01)